# Para volver a amar
Para volver a amar (срп. Поново заволети) мексичка је теленовела, продукцијске куће Телевиса, снимана 2010.

## Синопсис
Ово је прича о шест парова; о радости, болу и свему ономе што долази после „… и живели су срећно до краја живота“.
Антонија и Патрисио имају стабилан брак заснован на љубави, поштовању и поверењу. Антонија оставља посао у фирми када њена ћерка Паула доживи тешку несрећу, јер Браулио, њен шеф, одбија да јој да пар слободних дана како би могла да је негује. Уз Патрисиову подршку, Антонија оснива сопствену фирму, где временом долазе Росаура, Барбара, Јорлеи и Маите; жене које имају своје проблеме и којима је посао преко потребан.
Росаура и Роландо су у браку који се базира на превари и жртви. Росаура чије самопоштовање бива повређено захваљујући њеном мужу, који је вара са млађом женом, и деци тинејџерима која не знају да цене жртву коју мајка подноси због њих.
У браку Барбаре и Хаимеа владају несигурност и злостављање. Барбара је лепа и забавна, али нема поверења у себе, будући да живи са мужем алкохоличарем који је туче и свекрвом која лако манипулише њоме.
Јорлеи и Давид представљају два различита света. Јорлеи је пуна оптимизма и радна, док је Давид беспосличар, који тражи посао „достојан својих квалификација“, док га супруга издржава радећи два посла.
Маите и Хорхе се међусобно такмиче. Маите је хладна и екстремно амбициозна, такмичарски настројена до границе да не подноси свог мужа, који је победио када је добио унапређење у фирми у којој су обоје радили, док је она отпуштена.
Валерија и Браулио су несрећни у браку. Браулио сматра супругу трофејом, а она ће морати да се избори да више не буде предмет без своје воље у служби мужа тиранина.
Серија осликава живот шест свакодневних парова, који се смеју, боре се, плачу и морају да схвате да се срећа не може досегнути на дан венчања, већ је то пут којим треба ићи након што се зачује „проглашавам вас мужем и женом“…

## Глумачка постава

### Главне улоге
| Глумац:                 | Улога:            |
| ----------------------- | ----------------- |
| Ребека Џонс             | Антонија Паласиос |
| Рене Стриклер           | Патрисио Гонзалез |
| Најлеа Норвинд          | Валерија Андраде  |
| Алехандро Камачо        | Браулио Лонгорија |
| Зајде Силвија Гутијерез | Росаура Перејра   |
| Хесус Очоа              | Роландо Салгар    |
| Африка Савала           | Јорлеи Кирога     |
| Флавио Медина           | Давид Магања      |
| Софи Александер         | Маите Дуарте      |
| Марк Тачер              | Хорхе Сасо        |
| Алехандра Барос         | Барбара Мантиља   |
| Хуан Карлос Барето      | Хаиме Еспиноза    |

### Споредне улоге
| Глумац:          | Улога:             |
| ---------------- | ------------------ |
| Агустин Арана    | Леонардо Торес     |
| Алберто Естреља  | Родриго Лонгорија  |
| Сусана Гонзалес  | Доменисија Далмаси |
| Пабло Валентин   | Марсијал           |
| Лисет            | Дениз              |
| Алекс Сирвент    | Алсидес            |
| Алберто Пара     | Амадор             |
| Дани Пареа       | Џени Салгар        |
| Марсија Кутињо   | Чарито             |
| Хуан Риос Канту  | Фабер              |
| Хана Ралуј       | Миранда Пинто      |
| Ариане Пелисер   | Синди              |
| Артуро Барба     | Роман Перез        |
| Клаудија Худинез | Џесика             |
| Хуан Вердуско    | Енрике Пиментел    |
| Хусто Мартинез   | Дон Насарио        |